# Calyptrocalyx forbesii
Calyptrocalyx forbesii är en enhjärtbladig växtart som först beskrevs av Henry Nicholas Ridley, och fick sitt nu gällande namn av John Leslie Dowe och M.D.Ferrero. Calyptrocalyx forbesii ingår i släktet Calyptrocalyx och familjen Arecaceae. Inga underarter finns listade i Catalogue of Life.